# Curimatella dorsalis
Curimatella dorsalis es una especie de peces de la familia Curimatidae en el orden de los Characiformes.

## Morfología
Los machos pueden llegar alcanzar los 11,4 cm de longitud total.
- Número de  vértebras: 31-32.[1]

## Hábitat
Vive en zonas de clima subtropical.

## Distribución geográfica
Se encuentran en Sudamérica:  cuencas de los ríos Orinoco,  Amazonas,  Tocantins,  Paraguay y  Paraná.